# Pinnatella makinoi
Pinnatella makinoi är en bladmossart som beskrevs av Brotherus 1906. Pinnatella makinoi ingår i släktet Pinnatella och familjen Neckeraceae. Inga underarter finns listade i Catalogue of Life.